# ورکورگو
ورکورگو (به ایتالیایی: Vercurago) یک کومونه در ایتالیا است که در استان لکو واقع شده‌است.

## خصوصیات
ورکورگو ۲٫۱ کیلومترمربع مساحت و ۲٬۸۹۶ نفر جمعیت دارد و ۲۲۵ متر بالاتر از سطح دریا واقع شده‌است.